# نادي جبل المكبر
جبل المكبر هو فريق كرة قدم فلسطيني من مدينة القدس، وهو يلعب في الدوري الفلسطيني الممتاز للضفة الغربية.

## إنجازات

### دوري الضفة الغربية الممتاز (دوري المحترفين)
- المركز الأول في دوري 2009-2010[3]
- المركز الثاني في دوري 2021-2022[4]
- المركز الأول في دوري 2022-2023[5]

### كأس فلسطين لكرة القدم
- المركز الأول في دوري 1995

### المشاركة في البطولات الدولية
- مثل النادي فلسطين في كأس رئيس الاتحاد الآسيوي للعام 2011 وحل ثالثاً على مجموعته في المباريات الأولى.[6]

### بطولة القدس والكرامة
- المركز الثاني في بطولة القدس والكرامة 2022[7]
- المركز الثاني في بطولة القدس والكرامة 2023[8]